# Valdeir
Valdeir Celso Moreira, detto Valdeir (Goiânia, 31 dicembre 1967), è un ex calciatore brasiliano, di ruolo attaccante.

## Caratteristiche tecniche
Giocava come centravanti, ed era dotato di grande velocità.

## Carriera

### Club
Cresciuto nel settore giovanile dell'Atlético Goianiense, esordì in massima serie brasiliana durante il campionato 1986 con il club rosso-nero, assommando 19 presenze. Nel 1989 fu acquistato dal Botafogo, e vi rimase per quattro stagioni: con la formazione di Rio de Janeiro visse uno dei migliori periodi della sua carriera, ottenendo un secondo posto nel campionato 1992. Passò poi al Bordeaux, in Francia, vivendo la sua prima esperienza in Europa: giocò 33 partite, con 5 gol, nella Division 1 1992-1993. Nel 1993 inviato in prestito al San Paolo, facendo dunque ritorno in Brasile, e poi al Flamengo (1994-1995), con cui giocò nel Campionato Carioca. Tornato al Bordeaux, ebbe l'occasione di partecipare alla Coppa UEFA. Dopo 29 presenze e 11 gol in Division 1, fu nuovamente ceduto in prestito, al Fluminense, con cui disputò due stagioni in massima serie nazionale. Passò poi per varie altre squadre brasiliane, per poi ritirarsi nel 2003.

### Nazionale
Valdeir debuttò in Nazionale maggiore il 17 ottobre 1990, contro il Cile. Giocò una serie di amichevoli tra il 1990 e il 1992; nel 1993 prese parte al torneo di qualificazione al campionato del mondo 1994, giocando peraltro da titolare contro il Venezuela: quella fu la sua ultima presenza con il Brasile.

## Palmarès

### Club

#### Competizioni nazionali
- Campionato Goiano: 1

Atlético Goianiense: 1988
- Campionato Carioca: 2

Botafogo: 1990
Fluminense: 1996

#### Competizioni internazionali
- Recopa Sudamericana: 1

San Paolo: 1993
- Supercoppa Sudamericana: 1

San Paolo: 1993

### Individuale
- Capocannoniere del Campionato Goiano: 1

1989 (18 gol)